# راهپیمایی رم
راهپیمایی رم ( ایتالیایی: Marcia su Roma) یک تظاهرات توده‌ای سازمان یافته و کودتا در اکتبر ۱۹۲۲ بود که موجب به قدرت رسیدن حزب ملی فاشیست بنیتو موسولینی (PNF) در پادشاهی ایتالیا شد.

## یادداشت
1. ↑  "March on Rome | Italian history". Encyclopedia Britannica (به انگلیسی). Retrieved 2017-07-25.